# Thermometer
Ein Thermometer (altgriechisch θερμός thermós, deutsch ‚warm‘ und altgriechisch μέτρον métron, deutsch ‚Maß, Maßstab‘) ist ein Messgerät zur Bestimmung der Temperatur.
Viele Thermometer basieren auf der Temperaturabhängigkeit der Ausdehnung von Flüssigkeiten, Gasen oder Festkörpern, deren Ausdehnungskoeffizient bekannt ist. Dazu muss die Messstelle des Thermometers die Temperatur des Messgegenstands annehmen. Neben diesem mechanischen Messeffekt werden verschiedene von der Temperatur abhängige elektrische Einflüsse genutzt, z. B. der Einflusseffekt der Temperatur auf den elektrischen Widerstand.
Pyrometer hingegen messen ohne Berührung des Messgegenstands anhand seiner für die Temperatur charakteristischen ausgesendeten Temperaturstrahlung.

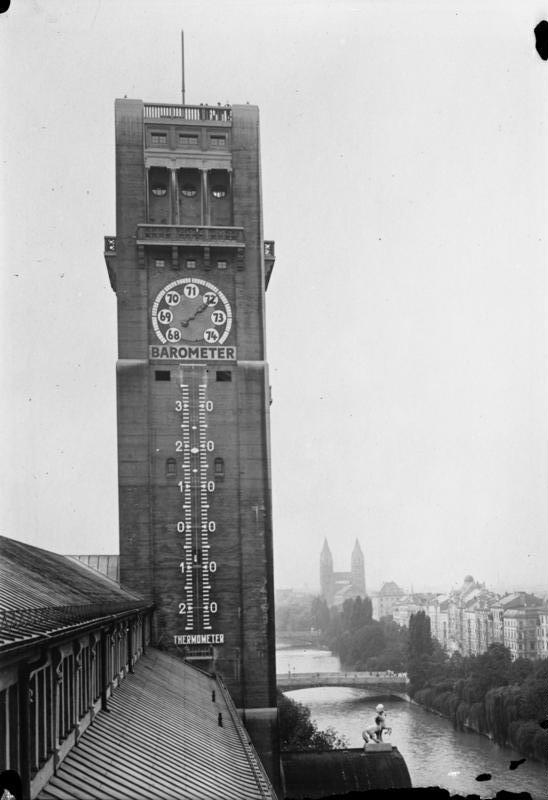
Das größte Thermometer in Deutschland am Turm des Deutschen Museums in München, 1930

Jedes Thermometer besteht aus einem Temperatur-Sensor (in dem der Messeffekt auftritt) und einer Anzeige (z. B. anhand einer Skale) oder einer Anschlussstelle für ein elektrisches Signal.
Thermometer werden anhand von festen Temperaturpunkten, wie den Tripel- oder Schmelzpunkten bestimmter Materialien, oder anhand eines geeichten Referenzthermometers justiert.

## Geschichte

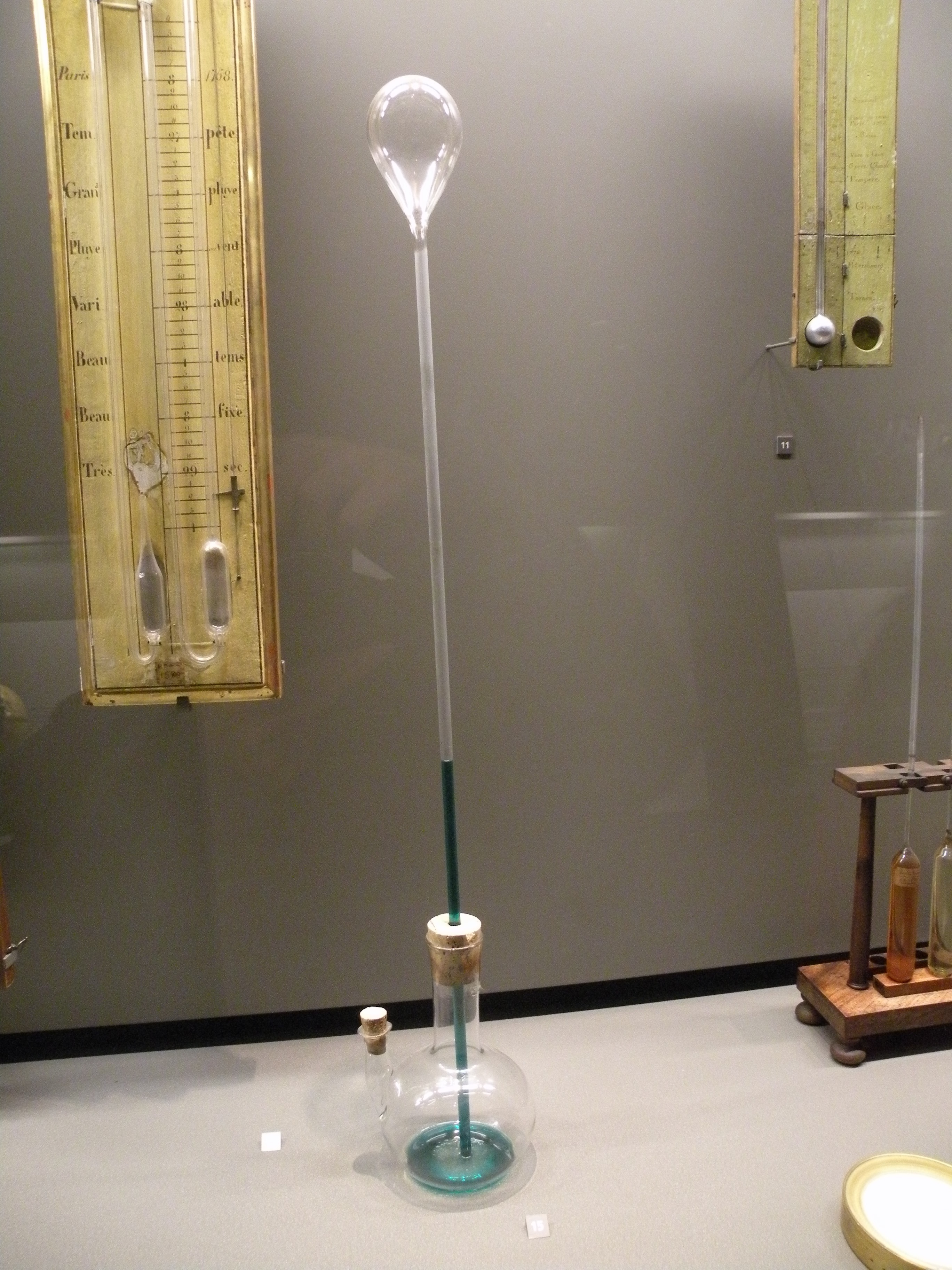
Thermoskop

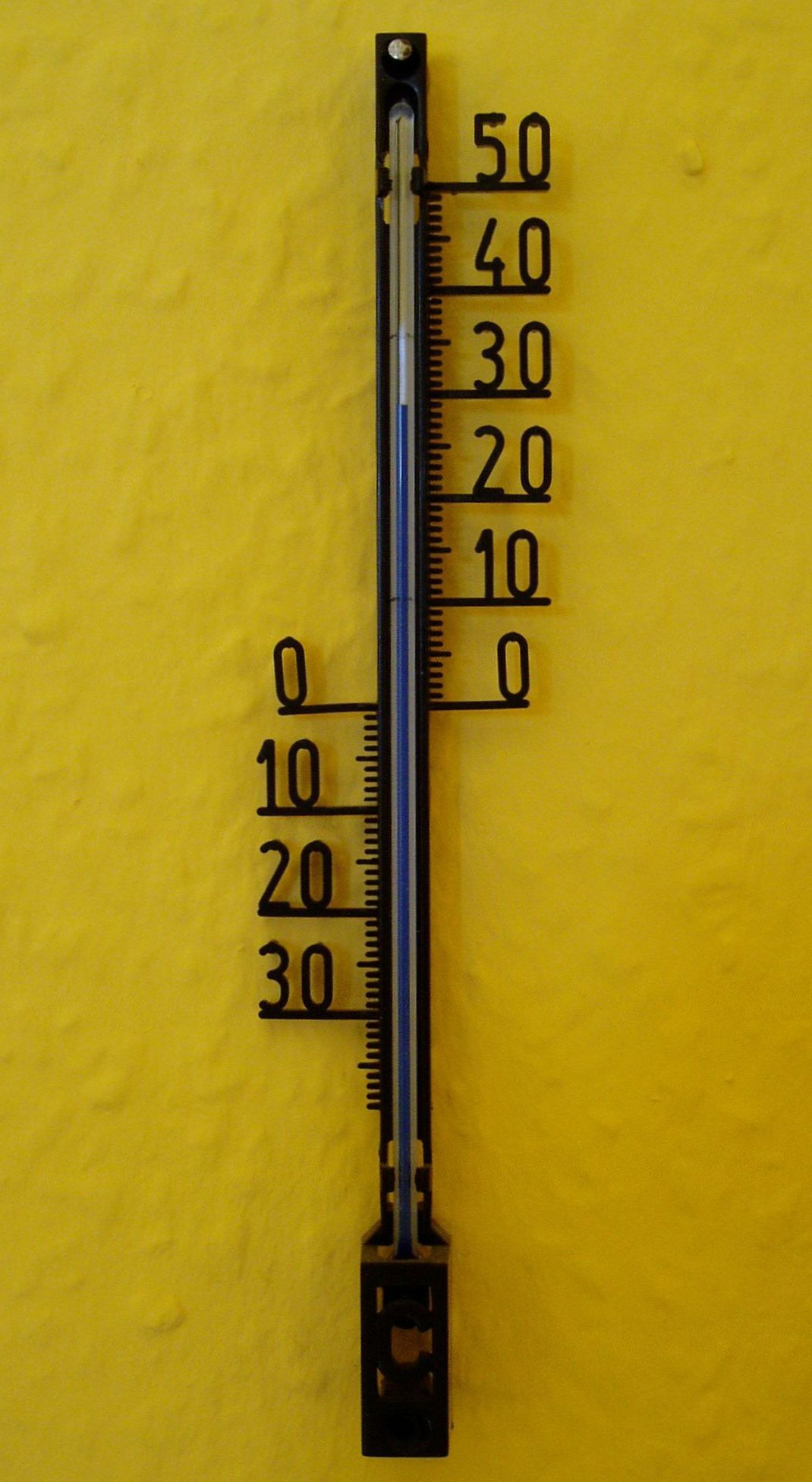
Flüssigkeits-Glasthermometer

Die Entwicklung des Thermometers lässt sich nicht der Erfindung einer einzelnen Person zuordnen. Vielmehr waren zahlreiche wissenschaftliche Erkenntnisse notwendig, die zu unserem heutigen Temperaturbegriff führten und die Einführung einer Temperaturskala sowie deren technische Umsetzung ermöglichten.
Die Empfindungen „heiß“ und „kalt“ sind unmittelbar mit dem Tastsinn verbunden, der aber kaum eine zuverlässige Bestimmung verschiedener Wärmegrade zulässt. Die griechische Philosophie behandelte das Gegensatzpaar heiß–kalt in ihren Betrachtungen, machte aber keinen Versuch einer zahlenmäßigen Beschreibung. Der griechische Arzt Galen führte im zweiten Jahrhundert acht „Grade der Hitze und Kälte“ ein: Jeweils vier Grade über und unter einem neutralen Mittelpunkt, der einer Mischung gleicher Mengen von Eiswasser und kochendem Wasser entsprechen sollte.
Bereits in der Antike war die durch Temperaturänderungen bewirkte thermische Ausdehnung von Luft dazu verwendet worden, verschiedene Mechanismen in Bewegung zu setzen, so etwa durch Philon von Byzanz oder Heron von Alexandria. Aber erst im frühen 17. Jahrhundert wurde dieses Prinzip in einem Vorläufer des Thermometers, dem Thermoskop, zur Bestimmung von Temperaturen benutzt. Es handelte sich um eine Glaskugel mit einem angesetzten langen dünnen Glasrohr, dessen untere Öffnung in Wasser tauchte. Die durch Temperaturänderungen verursachten Volumenänderungen der eingeschlossenen Luft ließen die Wassersäule im Rohr steigen oder fallen. Das Thermoskop hatte zumindest anfänglich noch keine Skala, die Länge der Wassersäule wurde mit einem Zirkel abgegriffen.
Giovanni Francesco Sagredo beschrieb ab 1612 in Briefen an Galileo Galilei, wie er solche Instrumente, deren Erfindung er Galilei zuschrieb, in verschiedenen Formen herstellte. Er beobachtete damit die Temperatur der kalten Winterluft, führte Buch über eine sommerliche Hitzewelle und verglich die Temperaturen verschieden großer Seen. Der Arzt Santorio Santorio aus Padua, der mit Galileo in Kontakt war, nutzte dessen wissenschaftliche Erkenntnisse medizinisch und verwendete sowohl Thermoskope zur Temperaturmessung, als auch Pendel zum Pulsmessen. Santorio benutzte Schnee und eine Kerzenflamme als zwei Referenzpunkte zur Eichung des Thermoskops.
Alle bis dahin verwendeten Thermoskope nutzten nicht die thermische Ausdehnung der Flüssigkeit, sondern die der Luft. Sie glichen im Grunde einem Barometer und waren daher insbesondere auch vom Luftdruck abhängig, wie spätestens 1643/44 durch Evangelista Torricelli bekannt war. Ferdinando II. de’ Medici, Großherzog von Toscana, ließ 1654 das erste Thermometer herstellen, das die Ausdehnung von Alkohol in einem geschlossenen Glasrohr ausnutzte. Réaumur entwickelte 1730 ein Alkohol-Thermometer und die nach ihm benannte Temperaturskala.
Ab etwa 1714 ersetzte Daniel Gabriel Fahrenheit in Amsterdam den Alkohol durch Quecksilber und erfand das Quecksilberthermometer. 1702 entwickelte der dänische Astronom Ole Rømer eine Skala mit zwei Fixpunkten. 1724 schlug Daniel Gabriel Fahrenheit die nach ihm benannte Temperaturskala vor, die den kältesten Punkt einer Kältemischung als 0 °F, den Schmelzpunkt von Wasser als 32 °F und die Körpertemperatur des Menschen als 96 °F definierte. Anders Celsius legte seine Skala 1742 anhand von Schmelz- und Siedepunkt von Wasser fest, allerdings andersherum als die heute nach ihm benannte Skala.
Anton de Haen verwendete in seinen Krankengeschichten die Temperaturmessung. Auch James Currie verwertete in seinen 1797 veröffentlichten Medical reports on the effect of water cold and warm as a remedy in fever and other diseases die Temperatur für therapeutische Zwecke.
1859 formulierte Gustav Robert Kirchhoff das nach ihm benannte Strahlungsgesetz, das den Grundstein für auf Temperaturstrahlung basierende Thermometer legte.

## Arten von Thermometern

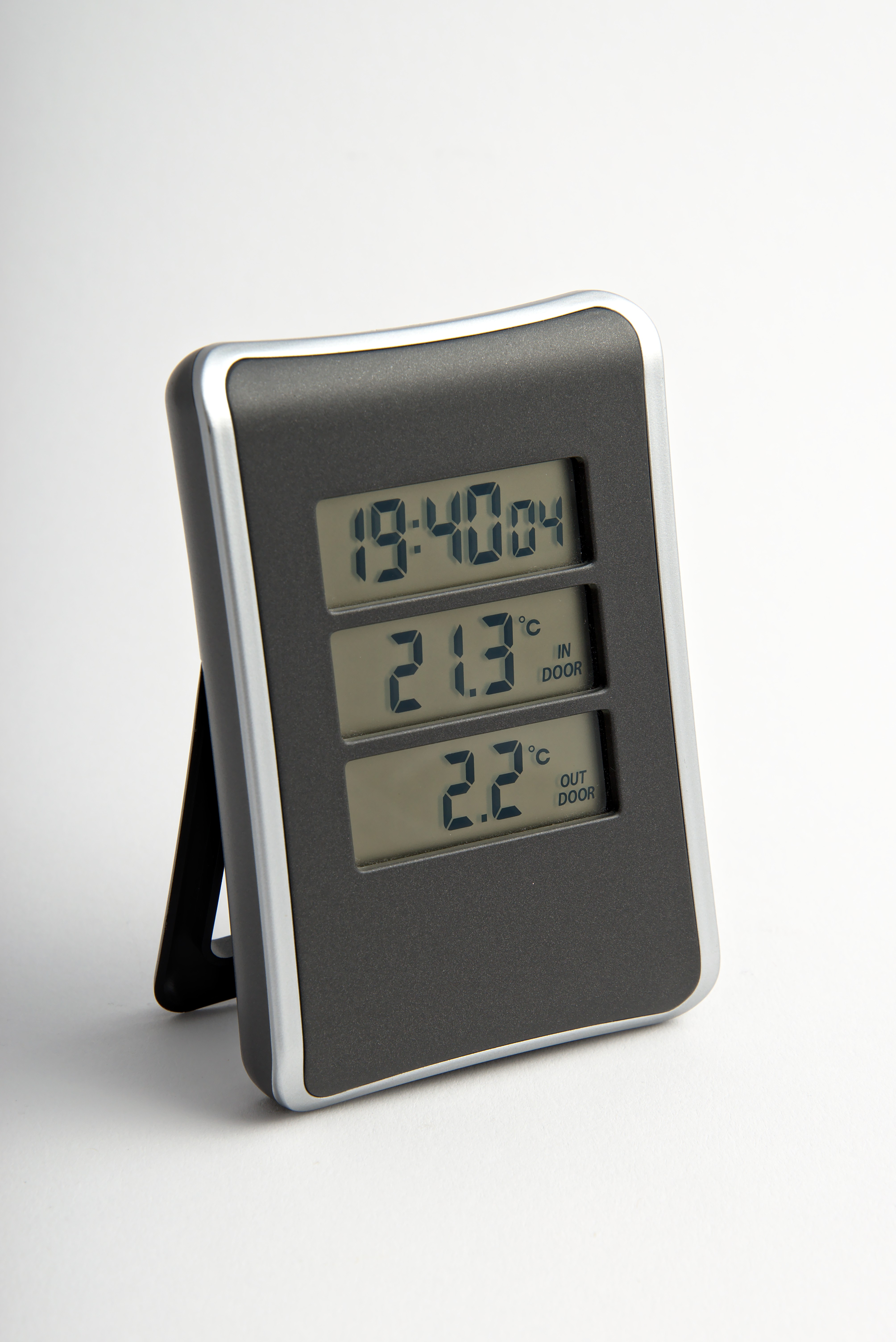
Raumluft-Thermometer mit Funk-Thermometeranzeige für Außentemperatur

### Berührungsthermometer
Berührungsthermometer erfordern einen Wärmekontakt zum Messobjekt. Messabweichungen treten hier vor allem aufgrund unzureichenden Wärmekontaktes zum Messobjekt oder bei zu großer Wärmeableitung durch das Thermometer auf.
- Ausdehnungsthermometer (Flüssigkeitsthermometer (also auch früher übliche Quecksilber-Fieberthermometer), Bimetallthermometer)
- Dampfdruckthermometer (Zusammenhang zwischen Dampfdruck einer Flüssigkeit und der absoluten Temperatur – Clausius-Clapeyron-Gleichung)
- Thermoelemente (NiCr/Ni, PtRh/Pt, Fe/CuNi usw.) in Verbindung mit anzeigenden Messgeräten oder Messverstärkern
- Widerstandsthermometer mit Platin (Pt100) und Thermistoren/Heißleitern in Verbindung mit anzeigenden Messgeräten oder elektronischen Schaltungen
- Temperatursensoren, insbesondere integrierte Schaltkreise mit Temperaturausgabe
- Folienthermometer, Temperaturmessstreifen, Klebepads mit irreversiblem Farbwechsel oder Flüssigkristall-Thermometer (z. B. Weinflaschenthermometer) beruhen auf den thermochromen Eigenschaften von Flüssigkristallen.
- Gasthermometer (Auswertung einer Druckmessung)

Im weiteren Sinne zählen auch Maximalwert-Indikatoren oder auch Segerkegel zu den Thermometern.
Heizungs-Thermostatventile und Thermostatmischbatterien mit  Dehnstoffelementen sind hingegen keine Thermometer, sondern Regler.

### Berührungslos messende Thermometer

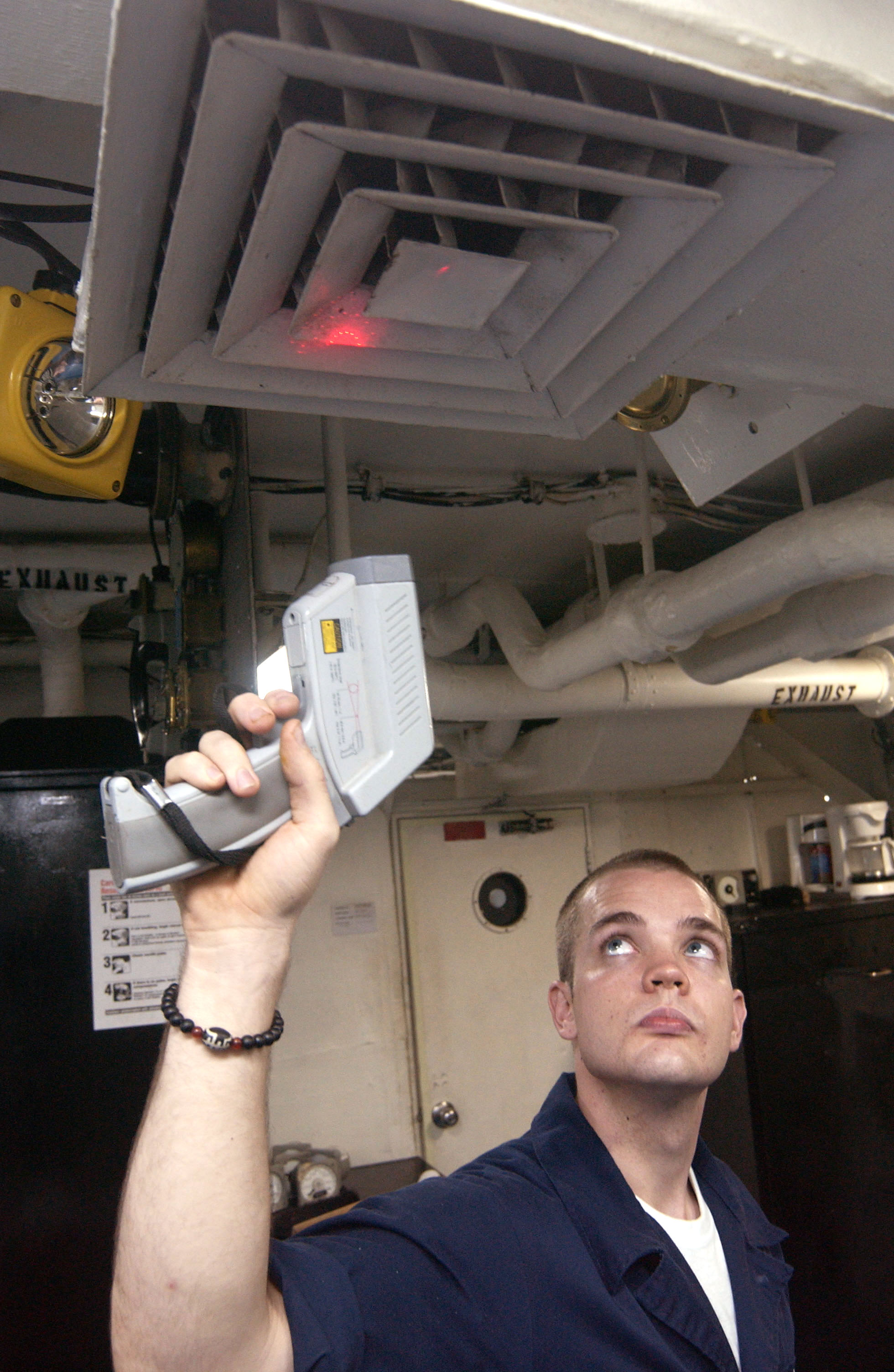
Berührungslose Temperaturmessung mit Niedertemperatur-Pyrometer (Laser-Messfleckmarkierung)

Berührungslos messende Thermometer (Pyrometer) nutzen die Eigenschaft, dass Objekte aufgrund ihrer Eigentemperatur eine elektromagnetische Temperaturstrahlung aussenden. Bei unter 500 °C (bis zum Einsetzen von Rotglut) liegt sie im Bereich der Infrarotstrahlung. Zur berührungslosen Temperaturmessung in diesem Bereich sind demnach Infrarotsensoren erforderlich.
Pyrometer wurden in der Vergangenheit in folgende Kategorien unterteilt:
- Niedertemperaturpyrometer (etwa −20…200 °C), Messwellenlänge um 5 µm…15 µm
- Hochtemperaturpyrometer (400…3000 °C), Messwellenlängen 1 µm…1,5 µm

Eine weitere Unterteilung kann anhand der Bandbreite der ausgewerteten Strahlung getroffen werden:
- Gesamtstrahlungspyrometer messen einen Großteil der emittierten Wellenlängen (z. B. mittels eines Bolometers)
- Bandstrahlungs- und Schmalbandpyrometer messen einen engen Wellenlängenbereich und haben meist einen Fotoempfänger als Strahlungssensor
- Quotientenpyrometer messen bei zwei Wellenlängen und können den Einfluss des Emissionsgrades auf den Messfehler verringern ohne ihn zu kennen

Später wurden die Strahlungsthermometer auch nach den Messwellenlängen unterteilt:
- Langwellig messende Pyrometer (−50…1600 °C), Messwellenlänge: 3,43 µm…14 µm
- Kurzwellig messende Pyrometer (50…3000 °C), Messwellenlänge: 0,8 µm…2,7 µm

Ein Beispiel für ein langwellig messendes Thermometer ist das Infrarot-Fieberthermometer.
Auch Thermografie-Kameras sind zusammen mit einer bilddarstellenden Software als Thermometer geeignet. Sie liefert zweidimensionale Temperaturprofile (Thermobilder), die im Maschinenbau, der Automatisierung, im  F&E-Bereich, in der Medizin, der Sicherheits-/Überwachungstechnik und im Bauwesen verwendet werden. Die oft verwendete Falschfarbendarstellung ordnet jeder Farbe eine Temperatur zu. Im Bild ist dazu häufig ein Farbkeil mit einer Temperaturskala eingeblendet.

### Sonstige
Ein auf Schwerkraft und temperaturabhängiger Dichte einer Flüssigkeit basierendes Thermometer, das Galileo-Thermometer, wurde nicht von Galileo Galilei erfunden, sondern nur nach ihm benannt.
Ramanthermometer, basierend auf der Ramanspektroskopie (siehe auch Faseroptische Temperaturmessung), benutzen einen frequenzstabilen Messstrahl und werten dessen Rückstreuung aus. Sie können ortsaufgelöst entlang einer Dimension messen.

## Kalibrierung
Für die Kalibrierung von Thermometern gibt es die Temperaturskala ITS-90. Anhand dieses Standards kalibriert die Physikalisch-Technische Bundesanstalt (bzw. der Deutsche Kalibrierdienst) Platin-Thermometer, die dann als Referenz für Hersteller hergenommen werden. Dabei werden die folgenden Temperaturpunkte verwendet:
| Gleichgewichtszustand                                 | Temperatur   | Temperatur   |
| ----------------------------------------------------- | ------------ | ------------ |
| Absoluter Nullpunkt                                   | −273,1500 °C | 0 K (exakt)  |
| Tripelpunkt des Wasserstoffs im Gleichgewichtszustand | −259,3467 °C | ≈0013,8033 K |
| Gleichgewichtswasserstoff bei Dampfdruck 032,9 kPa    | −256,1000 °C | ≈0017,0000 K |
| Gleichgewichtswasserstoff bei Dampfdruck 102,2 kPa    | −252,9000 °C | ≈0020,3000 K |
| Tripelpunkt des Neons                                 | −248,5939 °C | ≈0024,5561 K |
| Tripelpunkt des Sauerstoffs                           | −218,7916 °C | ≈0054,3584 K |
| Tripelpunkt des Argons                                | −189,3442 °C | ≈0083,8058 K |
| Tripelpunkt des Quecksilbers                          | 0−38,8344 °C | ≈0234,3156 K |
| Tripelpunkt des Wassers                               | 00+0,0100 °C | ≈0273,1600 K |
| Schmelzpunkt des Galliums                             | 0+29,7646 °C | ≈0302,9164 K |
| Erstarrungspunkt des Indiums                          | 0156,5985 °C | ≈0429,7485 K |
| Erstarrungspunkt des Zinns                            | 0231,9280 °C | ≈0505,0780 K |
| Erstarrungspunkt des Zinks                            | 0419,5270 °C | ≈0692,6770 K |
| Erstarrungspunkt des Aluminiums                       | 0660,3230 °C | ≈0933,4730 K |
| Erstarrungspunkt des Silbers                          | 0961,7800 °C | 01234,9300 K |
| Erstarrungspunkt des Goldes                           | 1064,1800 °C | 01337,3300 K |
| Erstarrungspunkt des Kupfers                          | 1084,6200 °C | 01357,7700 K |

Die Kalibrierung der Referenzthermometer findet in sogenannten Fixpunktzellen statt. Das sind Dewargefäße, in denen zum einen ein Temperaturfixpunkt realisiert wird, indem zum Beispiel Indium zu seinem Schmelzpunkt erhitzt wird. Der (oben genannte) Erstarrungspunkt stellt sich dann während des Erstarrungsvorgangs ein. Eine Röhre ermöglicht, den Sensor des Referenzthermometers in die Fixpunktzelle einzuführen.

## Messabweichung bei Berührungsthermometern

### Statische Abweichung
Eine Messabweichung eines Thermometers wird verursacht
- einerseits durch die begrenzte Ablesbarkeit:
  - Der Flüssigkeitsstand in einem herkömmlichen Flüssigkeitsthermometer kann kaum genauer als auf ein Millimeter ablesen werden
  - Bei einem digitalen Thermometer ist die Genauigkeit auf einen Ziffernschritt begrenzt. Entsprechendes gilt für elektrische Messgeräte
- andererseits durch die begrenzte Justierbarkeit: Der Hersteller kann nur innerhalb gewisser Grenzabweichungen die Übereinstimmung mit dem richtigen Wert garantieren. Für Flüssigkeitsthermometer sollen sie in einem zugehörigen Datenblatt angegeben sein. Für industriell eingesetzte Thermoelemente und Platin-Widerstandsthermometer gibt es genormte Festlegungen in verschiedenen Genauigkeitsklassen
- durch sonstige, weitere Komponenten der Messunsicherheit.

Bei Flüssigkeits-Glasthermometern tritt eine weitere Fehlerquelle auf: Nicht nur die thermometrische Flüssigkeit, sondern auch die Kapillare dehnt sich mit steigender Temperatur aus. Beide müssen dieselbe Temperatur angenommen haben wie die Messstelle. Wird das Thermometer unter anderen Bedingungen betrieben als bei seiner Justierung, ist eine Fadenkorrektur erforderlich. Weiter ist bei Flüssigkeitsglasthermometern der häufig auftretende Parallaxenfehler zu vermeiden. Auch ist darauf zu achten, ob sich die Flüssigkeit bei der Lagerung evtl. in der Kapillare verteilt hat und erst wieder durch Klopfen oder Schleudern zu einem Faden verbunden werden muss.

### Dynamische Abweichung
Bei allen Temperaturänderungen folgt der Messwert der tatsächlichen Temperatur mit Verzögerung, weil zur Temperaturangleichung Wärme transportiert werden muss. Für den thermischen Kontakt des Thermometers mit dem Messobjekt sind zu berücksichtigen,
- ob es für einen Laborversuch eingesetzt werden soll, oder ob es in einen Produktionsprozess vor korrosiven, aggressiven und abrasiven Medien geschützt werden muss
- ob eine Gas- oder Flüssigkeits-Temperatur gemessen werden soll
- mit welcher Geschwindigkeit das Messgut das Thermometer umströmt

|                                          | ⌀ in mm                                                                            | Luft mit 1,0 m/s                                                                   | Luft mit 1,0 m/s                                                                   | Wasser mit 0,4 m/s                                                                 | Wasser mit 0,4 m/s                                                                 |
| {\displaystyle t_{0{,}5}} in s           | ⌀ in mm                                                                            | {\displaystyle t_{0{,}9}} in s                                                     | {\displaystyle t_{0{,}5}} in s                                                     | {\displaystyle t_{0{,}9}} in s                                                     |                                                                                    |
| ---------------------------------------- | ---------------------------------------------------------------------------------- | ---------------------------------------------------------------------------------- | ---------------------------------------------------------------------------------- | ---------------------------------------------------------------------------------- | ---------------------------------------------------------------------------------- |
| Flüssigkeits-Glasthermometer (Hg)        | 6                                                                                  | 40–60                                                                              | 120–180                                                                            | 3 – 5                                                                              | 6 – 10                                                                             |
| Dampfdruckfederthermometer in Schutzrohr | 22                                                                                 | 350–400                                                                            | 1200–1400                                                                          | 80–90                                                                              | 240–300                                                                            |
| Thermoelement-Messeinsatz                | 6                                                                                  | 40–60                                                                              | 150–180                                                                            | 0,3–0,8                                                                            | 1,0–1,5                                                                            |
| Thermoelement in Schutzrohr Form C       | 11                                                                                 | 100–120                                                                            | 320–400                                                                            | 7–9                                                                                | 30–50                                                                              |
| Thermoelement in Schutzrohr Form D       | 24                                                                                 | 320–400                                                                            | 900–1200                                                                           | 10–20                                                                              | 60–120                                                                             |
| Mantelthermoelement, Messstelle isoliert | 3                                                                                  | 20–25                                                                              | 70–90                                                                              | 0,4–0,6                                                                            | 1,0–1,2                                                                            |
| Mantelthermoelement, Messstelle isoliert | 1,5                                                                                | 8–12                                                                               | 28–40                                                                              | 0,11–0,18                                                                          | 0,35–0,5                                                                           |
| Widerstandsthermometer                   | Übergangszeiten 10 % bis 25 % größer als bei vergleichbar gebauten Thermoelementen | Übergangszeiten 10 % bis 25 % größer als bei vergleichbar gebauten Thermoelementen | Übergangszeiten 10 % bis 25 % größer als bei vergleichbar gebauten Thermoelementen | Übergangszeiten 10 % bis 25 % größer als bei vergleichbar gebauten Thermoelementen | Übergangszeiten 10 % bis 25 % größer als bei vergleichbar gebauten Thermoelementen |

- sein Durchmesser (⌀).

Kennzeichnend für das Zeitverhalten sind Übergangszeiten, in denen der Messwert einer sprunghaften Temperaturänderung folgt, und zwar zu 50 % und zu 90 %. Die nebenstehende Tabelle gibt auszugsweise Erfahrungswerte an aus VDI/VDE 3511, Blatt 2 (Berührungsthermometer).